# Ari (Maldives)
Pour les articles homonymes, voir Ari.
Ari est un atoll des Maldives. Ses 14 819 habitants se répartissent sur 36 des 82 îles qui le composent (en plus des 26 îles-hôtels). Les terres émergées représentent 8,3 km2 sur les 2 271,75 km2 de superficie totale de l'atoll, lagon inclus.
La partie nord relève de la subdivision administrative d'Alif Alif, et la partie sud de celle d'Alif Dhaal.

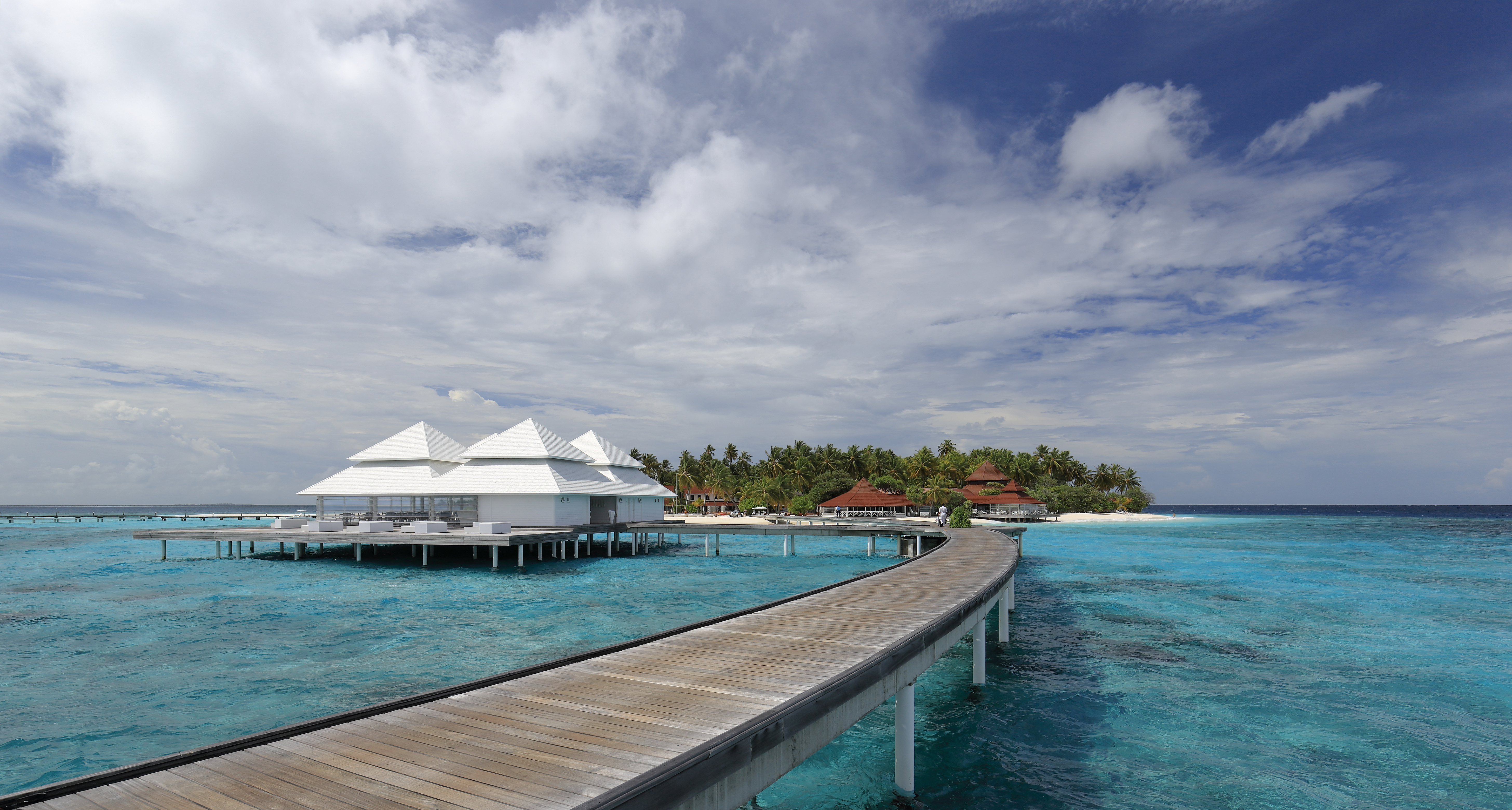
L'île-hôtel de Thudufushi à Ari.

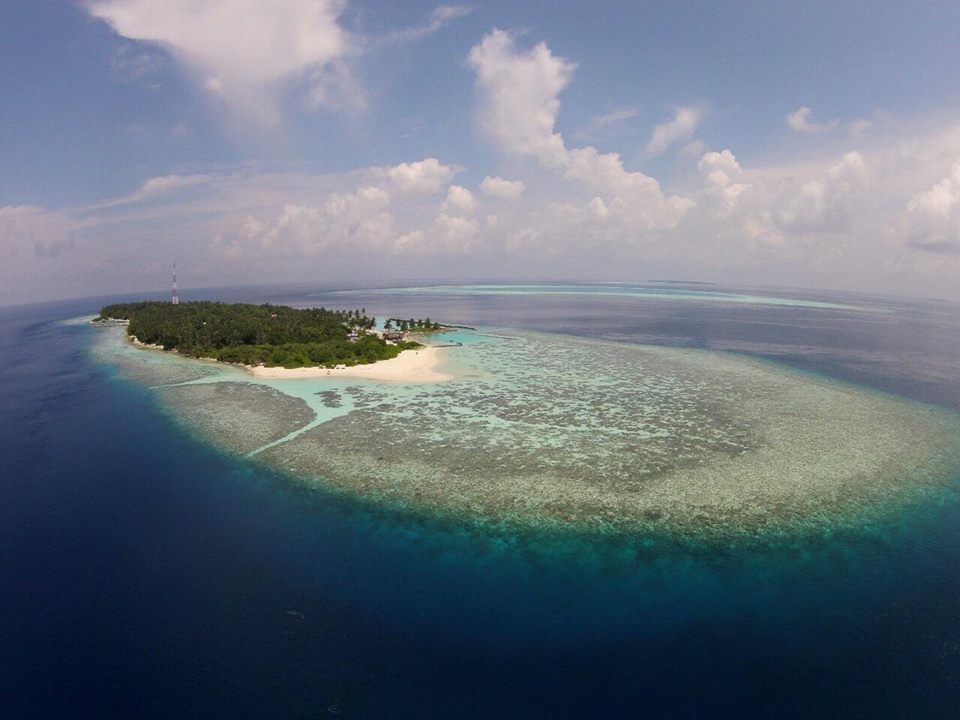
Vue aérienne de Hangnaameedhoo.